# Disputa sul nome della Repubblica di Macedonia
     Macedonia (Grecia)
     Macedonia del Nord

Divisione geografica e politica della Macedonia
Macedonia (Grecia)
Macedonia del Nord

La disputa sul nome della Repubblica di Macedonia è stato un contenzioso internazionale nato alla fine del XX secolo tra la Repubblica di Macedonia e la Grecia, a partire dalla rivendicazione da parte dei due popoli della regione balcanica, i Greci e i Macedoni, del nome di questa regione storica.
La controversia si è risolta tra il 2018 e il 2019, con la firma dell'accordo di Prespa e il successivo cambio del nome della Repubblica di Macedonia in Macedonia del Nord.

## Questione del contenzioso
La disputa nacque nel 1991, al momento dell'indipendenza dalla Jugoslavia dell'allora Repubblica Socialista di Macedonia, che scelse di assumere il nome di Repubblica di Macedonia. La disputa riguardava, oltre al nome, anche alcuni simboli storici e alcuni passaggi contenuti nella costituzione dello stato balcanico e causava il blocco da parte della Grecia dell'adesione della Macedonia ad alcune organizzazioni internazionali, in particolare l'Unione europea e la NATO, in virtù del potere di veto.
Al momento della proclamazione dell'indipendenza del nuovo Stato, il governo greco sollevò tre obiezioni che ne impedivano il riconoscimento: 
- la prima, sull'utilizzo del nome "Macedonia", in virtù del fatto che il termine (ritenuto dalla Grecia parte esclusiva della propria storia e della propria eredità culturale[1]) indica anche l'odierna regione greca Macedonia;
- la seconda relativa alla bandiera originalmente adottata dalla Repubblica macedone, su cui campeggiava la Stella di Vergina, simbolo della dinastia di Filippo il Macedone, padre di Alessandro Magno, in quanto la Grecia rimproverava alla nuova Repubblica di essersi appropriata indebitamente di un simbolo dell'antico Stato di Macedonia;
- infine, la terza obiezione riguardava alcune clausole incluse nella costituzione della nuova Repubblica, che potevano essere interpretate come presagio di possibili pretese territoriali su regioni settentrionali della Grecia.[senza fonte]

D'altra parte, la Repubblica di Macedonia era preoccupata che possibili soluzioni alternative potessero costituire appigli per rivendicazioni territoriali, prima da parte della Jugoslavia e poi della Serbia.
Le opposizioni avanzate dalla Grecia contro l'uso del nome Macedonia da parte del nuovo Stato erano le già citate origini elleniche del nome, che contrastavano con il fatto che le tribù slave non si insediarono nel territorio fino al VI secolo.
In seguito, il governo greco dichiarò che il nome Macedonia era stato assegnato al paese per la prima volta da Tito, presidente della Jugoslavia, intorno al 1950, quando essa era la provincia meridionale estrema della Jugoslavia: sotto il Regno di Jugoslavia, infatti, il territorio costituiva la "provincia (banovina) del Vardar". Tuttavia, nell'Impero ottomano la regione compresa tra il Mar Egeo a sud, il lago di Ocrida a ovest, il fiume Mesta a est e la catena montuosa della Sar Planina a nord era comunemente indicata come Macedonia.
Inoltre la Grecia sospettava che la Repubblica di Macedonia avesse ambizioni territoriali nella provincia greca di Macedonia. Questa è stata una preoccupazione greca per decenni; già nel 1957 il governo greco espresse la sua preoccupazione per le ambizioni jugoslave, che gli erano state riportate, di creare una Repubblica Popolare di Macedonia con la città greca di Salonicco come capitale.
     che utilizzavano la denominazione «Repubblica di Macedonia» per le relazioni diplomatiche bilaterali
     che utilizzavano la denominazione «Repubblica ex-jugoslava di Macedonia» per tutte le relazioni
     la cui posizione nella disputa era ignota
     che non avevano relazioni diplomatiche con la Macedonia

Lista di stati:
che utilizzavano la denominazione «Repubblica di Macedonia» per le relazioni diplomatiche bilaterali
che utilizzavano la denominazione «Repubblica ex-jugoslava di Macedonia» per tutte le relazioni
la cui posizione nella disputa era ignota
che non avevano relazioni diplomatiche con la Macedonia

Come compromesso, l'Organizzazione delle Nazioni Unite riconobbe la repubblica nella primavera del 1993 con il nome di "the Former Yugoslav Republic Of Macedonia" (Repubblica ex Jugoslava di Macedonia). Dopo l'ammissione del nuovo Stato nelle Nazioni Unite con tale nome, altre organizzazioni internazionali adottarono la medesima convenzione; tra queste si possono annoverare in particolare l'Unione europea, la NATO, il CIO e l'UER.
Centodiciotto Stati (tra cui gli Stati Uniti d'America, la Russia, la Cina e la Bulgaria) riconobbero la nazione come "Repubblica di Macedonia", o semplicemente "Macedonia", mentre altri paesi la riconobbero come "the former Yugoslav Republic of Macedonia", altri ancora invece, come l'Italia, non ebbero una posizione univoca. Tutti comunque accettarono di riconoscere ogni accordo finale risultante da trattative in seno alle Nazioni Unite. Anche lì, dove questo Stato era riconosciuto con il nome "Former Yugoslav Republic of Macedonia", spesso comunque veniva indicato per semplicità come Macedonia.

## Storia

### Origine del contenzioso e politica interna greca
Quando la Macedonia divenne indipendente, sorsero alcune domande riguardo alla sua storia e ai termini utilizzati per indicare questa regione dei Balcani. In particolare ci si domandò se nessuna parte della regione storica della Macedonia fosse incorporata nell'attuale Repubblica di Macedonia, o se in minima parte vi fosse qualcosa dell'antico regno macedone. Un'altra controversia riguardava l'origine dei popoli slavi concentrati in meno della metà della regione. Essi per prima arrivarono nel tardo VI e inizio VII secolo d.C., quando le popolazioni di lingua slava rovesciarono la composizione etnica greca della Macedonia. Come risultato, l'appropriazione da parte della "Repubblica di Macedonia" di ciò che la Grecia ebbe come suoi "simboli greci", sollevò preoccupazioni in Grecia, alimentando il risentimento nazionalista. Lo status della Repubblica di Macedonia divenne una questione politica scottante in Grecia, dove ebbero luogo dimostrazioni ad Atene, mentre un milione di greci macedoni sfilarono per le strade di Salonicco nel 1992, sotto lo slogan: "La Macedonia è greca", riferendosi al nome e all'antica storia della regione, senza sollevare una rivendicazione territoriale contro i loro vicini settentrionali. Inizialmente il governo greco obiettò formalmente qualsiasi uso del nome Macedonia (inclusi i nomi derivati) e anche all'uso di simboli come il Sole di Vergina. D'altra parte nel 1992 ebbero luogo anche dimostrazioni fatte da più di 100.000 macedoni slavi etnici a Skopje, la capitale della Repubblica di Macedonia, riguardo all'incapacità di ricevere riconoscimento a sostegno del nome costituzionale della nazione.
I due partiti politici greci dominanti, il conservatore Nuova Democrazia, al governo con Costantino Mitsotakis, e il PASOK, all'opposizione con Andreas Papandreou, cercarono di rilanciare l'un l'altro l'eccitazione del sentimento nazionalista e la minaccia a lungo termine (piuttosto che immediata) sollevata dalle politiche irredentiste di Skopje. Per complicare ulteriormente la faccenda, la Nuova Democrazia stessa venne divisa; l'allora primo ministro, Mitsotakis, favorì una soluzione di compromesso riguardo alla questione macedone, mentre il suo ministro degli esteri Antōnīs Samaras mantenne un approccio senza scendere a compromessi. I due alla fine si scontrarono e Samaras venne congedato, mentre Mitsotakis conservò per sé il ministero degli esteri. Egli fallì nel raggiungere un accordo sulla questione macedone, nonostante la mediazione delle Nazioni Unite, perdendo il potere nell'ottobre del 1993.
Quando Andreas Papandreou salì al potere in seguito alle elezioni dell'ottobre del 1993, stabilì una posizione di "linea dura" sulla questione. Le Nazioni Unite raccomandavano un riconoscimento della "Repubblica di Macedonia" sotto il temporaneo nome della "precedente Repubblica Jugoslava di Macedonia" (FYROM), che sarebbe stato utilizzato internazionalmente, mentre la nazione avrebbe continuato ad usare "Repubblica di Macedonia" come suo proprio nome costituzionale. Gli Stati Uniti e l'Unione Europea (perciò, compresa la Grecia) convenivano a questo proposito e riconobbero debitamente la Repubblica di Macedonia. Ciò venne seguito da nuove, sebbene più piccole, dimostrazioni nelle città greche contro ciò che veniva definito un "tradimento" dagli alleati della Grecia. Papandreou sostenne e incoraggiò le dimostrazioni, aumentando la propria popolarità mantenendo una "linea dura" contro la Repubblica di Macedonia. Nel febbraio del 1994, egli impose un totale embargo commerciale sulla nazione, ad eccezione di cibo, medicine e aiuto umanitario. L'effetto sull'economia della Repubblica di Macedonia fu limitato, anche perché il reale danno alla sua economia era già stato causato dal collasso della Jugoslavia e dalla perdita dei mercati europei centrali a causa della guerra. Inoltre, molti greci ruppero l'embargo entrando attraverso la Bulgaria. Il blocco, comunque, ebbe un pessimo impatto sull'economia della Repubblica di Macedonia, poiché la nazione veniva ad essere tagliata fuori dal porto di Salonicco senza poter ottenere sbocchi sul mare a causa delle sanzioni dell'ONU sulla Jugoslavia a nord, e l'embargo greco a sud. Successivamente, la sottoscrizione dell'accordo interim tra Grecia e Repubblica di Macedonia segnò l'aumento della cooperazione tra i due stati confinanti. Il blocco ebbe un costo politico per la Grecia, poiché ci fu poca comprensione o simpatia per la posizione della nazione, ed esasperazione su ciò che venne visto come ostruzionismo greco da qualcuno dei suoi partner della Unione Europea. Atene venne criticata in alcuni punti per il fatto di contribuire alla rinascente tensione nei Balcani, sebbene le guerre nella precedente Jugoslavia fossero in massima parte considerate come scatenate dal prematuro riconoscimento delle sue repubbliche succeditrici, un'istanza che la Grecia aveva obiettato fin dall'inizio. Più tardi si chiarirà che la Grecia aveva soltanto acconsentito alla dissoluzione della Jugoslavia in cambio della solidarietà dell'UE riguardo alla questione macedone. Nel 1994, la Commissione europea portò la Grecia alla Corte Europea di Giustizia nello sforzo di togliere l'embargo, ma mentre la corte decretava provvisoriamente a favore della Grecia, l'embargo venne abolito da Atene l'anno seguente, prima dell'emissione del verdetto finale. Ciò significava per la "Repubblica di Macedonia" e la Grecia entrare in un "accordo interim" dove la Repubblica di Macedonia accettava di rimuovere dalla sua costituzione ogni implicita rivendicazione territoriale verso la più grande regione della Macedonia e togliere il Sole di Vergina dalla sua bandiera. In cambio, la Grecia abolì l'embargo.
La maggior parte delle nazioni aveva riconosciuto la Repubblica di Macedonia sotto il suo nome costituzionale, particolarmente gli Stati Uniti, la Repubblica popolare cinese e Russia, e anche le sue vicine Bulgaria, Serbia, Croazia, Slovenia, Turchia ecc, sebbene la nazione venga riferita dall'ONU soltanto sotto il riferimento provvisorio di "precedente Repubblica Jugoslava di Macedonia".
All'interno della Grecia la maggior parte dei Greci si rifiutavano di usare la parola "Macedonia" per descrivere la Repubblica di Macedonia, chiamandola invece Skopje ed i suoi abitanti Skopjani (in greco: Σκοπιάνοι), dal nome della capitale del paese. Questa soluzione era considerata dagli abitanti della Repubblica di Macedonia come un insulto. Le fonti ufficiali greche spesso usavano il termine "Slavomacedone" (Σλαβομακεδονικά) per indicare gli abitanti della Repubblica.
Le discussioni sull'obiezione greca riguardante il nome della nazione sono continuate ma, per molti anni, senza dare adito a nessuna risoluzione. Il governo greco ha posto la soluzione della questione come condizione per l'ammissione della Repubblica di Macedonia all'Unione europea e alla NATO.
Benché la disputa sul nome con la Grecia sia continuata fino al 2018 e abbia bloccato l'accesso della Repubblica di Macedonia all'Unione europea e alla NATO (nonostante in pratica i due paesi si siano accordati sulle altre questioni), le relazioni economiche e la cooperazione si sono talmente sviluppate dal 1995, che la Grecia è considerata pragmaticamente uno dei più importanti partner e investitori stranieri.

### Sviluppi successivi
Le Nazioni Unite posero una data di fine per il raggiungimento di una soluzione al 13 settembre 2002. Questa data passò senza che alcuna soluzione venisse trovata. La Repubblica di Macedonia affermava che non avrebbe abbandonato il nome "Macedonia", mentre la Grecia affermava che non avrebbe accettato alcuna denominazione permanente che contenesse il termine "Macedonia". Si pensò che la candidatura del marzo 2004 per l'ingresso nell'Unione europea avrebbe aiutato a velocizzare gli sforzi nel trovare una soluzione, ma non fu così.
Dopo aver proposto quale soluzione della controversia i nomi: "Repubblica di Skopje" e "Repubblica del Vardar" (entrambi rifiutati dalla Repubblica di Macedonia), la Grecia è passata da un'assoluta opposizione al nome "Macedonia" nella denominazione ufficiale del nuovo Stato alla richiesta che il nome sia accompagnato da un qualificativo ("Alta Macedonia", "Nuova Macedonia", "Macedonia-Skopje", ...), convergendo dunque con le proposte dei mediatori incaricati dall'Organizzazione delle Nazioni Unite, Cyrus Vance e, successivamente, Matthew Nimetz. Ma la Repubblica di Macedonia rifiutava ogni qualificativo ed era disposta ad ammettere un doppio nome a scelta dello Stato che lo usasse, pretendendo però il nome senza qualificativi nelle organizzazioni internazionali, le quali adottano di norma la denominazione preferita dallo Stato stesso.

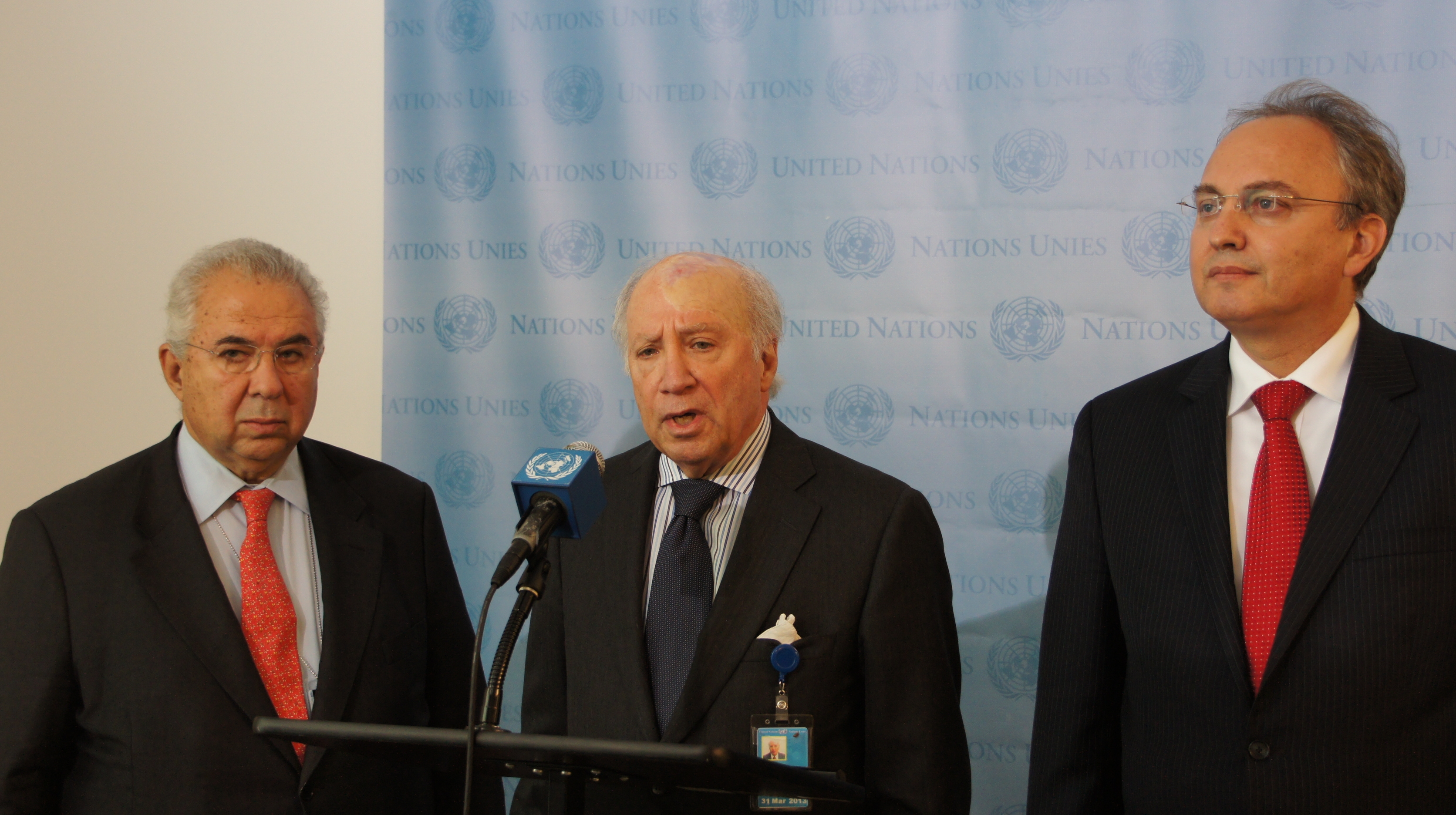
Matthew Nimetz con i negoziatori Zoran Jolevski e Adamantios Vassilakis in una conferenza stampa dopo un incontro nel novembre 2012

In particolare, nel 2005, Matthew Nimetz, rappresentante speciale ONU per il paese, suggerì di usare la forma "Republika Makedonija-Skopje" per scopi ufficiali. La Grecia non accettò la proposta, ma la definì come "una base per negoziati costruttivi", mentre il primo ministro macedone Vlado Bučkovski rigettò la proposta e fece la controproposta di una "doppia formula": la comunità internazionale avrebbe usato "Repubblica di Macedonia" e la Grecia avrebbe usato "F.Y.R.O.M.".
Nell'ottobre di quell'anno Matthew Nimitz fece una nuova proposta. Propose che il nome “Republika Makedonija” sarebbe stato usato dai 106 paesi che avevano riconosciuto il paese con quella denominazione. Propose inoltre che la Grecia avrebbe usato la formula “Republika Makedonija – Skopje”, mentre le istituzioni e le organizzazioni internazionali avrebbero usato il nome “Republika Makedonija” nella trascrizione in alfabeto latino. Mentre il governo macedone accettò questa proposta, quello greco la rifiutò come inaccettabile.
La Repubblica di Macedonia, Croazia e Albania erano qualificate per unirsi alla NATO e un invito per queste tre nazioni venne pianificato per essere pubblicato al summit della NATO, a Bucarest, nell'aprile del 2008. Prima dell'inizio del summit, il presidente statunitense Bush disse che la NATO avrebbe preso una decisione storica riguardo all'ammissione di tre nazioni balcaniche, Croazia, Albania e Macedonia, sostenute fortemente dagli Stati Uniti, invitando queste nazioni ad unirsi alla NATO. Tuttavia, durante il vertice i leader della NATO decisero di non estendere l'invito alla Macedonia a causa del veto alla mozione imposto dalla Grecia, in seguito alla disputa riguardo alla questione del nome. Il rappresentante e negoziatore macedone con la Grecia riguardo alla questione del nome si dolse che la Repubblica di Macedonia venisse punita, non perché fosse venuta meno nell'adempiere i criteri di accesso della NATO, ma perché stava cercando di difendere l'identità nazionale. I leader della NATO si accordarono per estendere l'invito di adesione alla Macedonia non appena la questione del nome con la Grecia fosse stata risolta.
Nel novembre del 2008, la Repubblica di Macedonia presentò un'azione legale contro la Grecia alla Corte internazionale di giustizia dell'Aia, accusando Atene di avere violato l'accordo ad interim bloccando la sua adesione alla NATO. Nel 1995, le due nazioni firmarono un accordo per cui alla Macedonia veniva concesso di usare il riferimento provvisorio nelle organizzazioni internazionali, mentre la Grecia si impegnava a non bloccare l'integrazione della Macedonia nell'Unione europea e NATO. Il 5 dicembre 2011 la Corte internazionale di giustizia (ICJ) ha stabilito che la Grecia, nell'ostacolare l'ingresso della Repubblica di Macedonia nella NATO, ha violato l'Interim Accord stipulato tra i due paesi il 13 settembre 1995. La Corte ha altresì riconosciuto che la Macedonia, nel 2004, ha violato lo stesso accordo, facendo uso di un simbolo da esso proibito.
Nel marzo del 2009 il parlamento europeo espresse sostegno alla candidatura all'UE della Repubblica di Macedonia, chiedendo all'UE di accordare alla nazione una data per l'inizio di accesso verso la fine del 2009, rammaricandosi del fatto che la nazione fosse stata in aspettativa per tre anni prima che le fosse stato conferito uno status di candidata, producendo un effetto demoralizzante sulla Macedonia, con il rischio di destabilizzare l'intera regione. Il parlamento raccomandava anche una rapida rimozione del regime dei visti per i cittadini della nazione.

### L'accordo di Prespa e la sua entrata in vigore

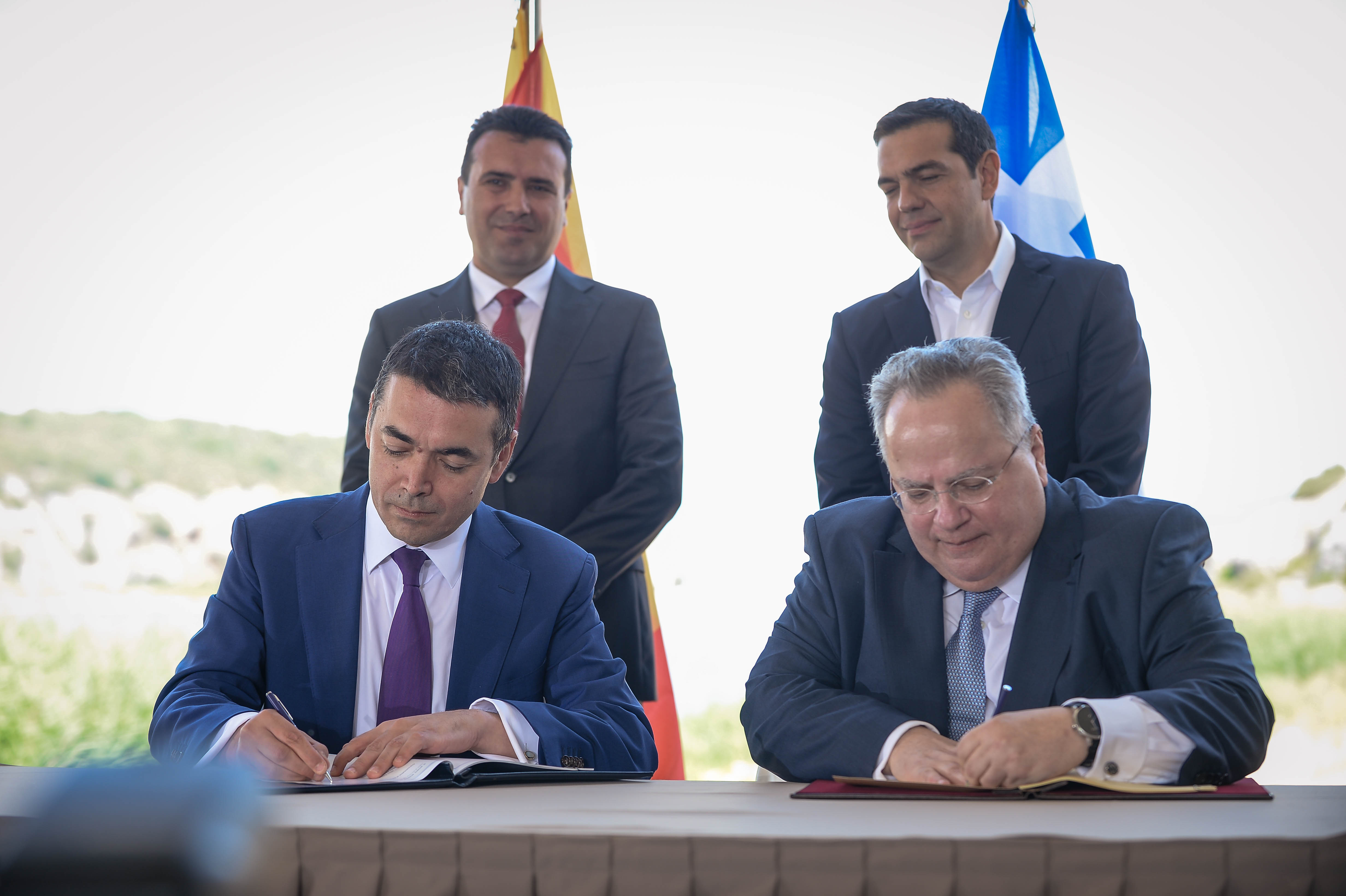
Firma dell'accordo tra i ministri degli Affari esteri macedone e greco Nikola Dimitrov e Níkos Kotziás, sotto lo sguardo dei rispettivi Primi ministri, Zoran Zaev e Alexīs Tsipras, il 17 giugno 2018 presso il lago Prespa

Al termine di lunghi negoziati svoltisi nei mesi precedenti, il 12 giugno 2018 è stato annunciato dal premier macedone Zoran Zaev e da quello greco Alexīs Tsipras l'accordo sul nome: lo stato si chiamerà "Repubblica della Macedonia del Nord". Tale nome dovrà essere inserito nella Costituzione del paese e ratificato da un referendum; al termine di tale processo, potranno aprirsi i negoziati sull'adesione del paese alla NATO e all'Unione europea.
L'accordo che include il nuovo nome è stato firmato il 17 giugno 2018 tra i ministri degli affari esteri greco, Níkos Kotziás, e macedone, Nikola Dimitrov; la firma ha avuto luogo presso il villaggio di Psarades, sulla sponda greca del lago Prespa, che segna la frontiera comune tra i due paesi, oltre che con l'Albania.
Il nome scelto è in accordo con quelli delle regioni greche esistenti, chiamate Macedonia Occidentale, Macedonia Centrale e Macedonia Orientale. La nuova Macedonia del Nord rinuncerà a utilizzare il Sole di Verghina, simbolo reale della dinastia macedone, e cancellerà dalla sua costituzione e dal suo sistema d'istruzione ogni forma di richiamo irredentista, eliminando anche i riferimenti espliciti a una discendenza della popolazione e dello Stato dal regno di Macedonia dell'antichità. Un comitato vigilerà anche sul cambiamento dei contenuti storici riguardanti questi temi in testi e carte dei manuali scolastici. In cambio la Grecia riconoscerà il nuovo nome del paese, accetterà il riconoscimento della lingua macedone a livello internazionale e cesserà di porre il veto all'ingresso della Macedonia nell'Unione europea e nella NATO.
L'Assemblea della Repubblica di Macedonia ha ratificato l'accordo il 20 giugno 2018 con 69 voti a favore e 51 astensioni; infatti il partito d'opposizione Organizzazione Rivoluzionaria Interna Macedone - Partito Democratico per l'Unità Nazionale Macedone (VMRO-DPMNE) ha boicottato la seduta, in contrasto con il governo guidato dall'Unione Socialdemocratica di Macedonia (SDSM). Il presidente della Repubblica Gjorge Ivanov, vicino al VMRO-DPMNE, si è rifiutato di sottoscrivere l'accordo, considerandolo inconstituzionale. Il parlamento ha deciso di non portare il contenzioso davanti alla Corte costituzionale e ha proceduto invece a votare per una seconda volta, il 5 luglio, l'approvazione dell'accordo, che è stato firmato dal presidente dell'Assemblea Talat Xhaferi. Il VMRO-DPMNE ha tentato di rallentare per tutto il mese di luglio la continuazione del processo parlamentare sul progetto di legge per indire il referendum, non nominando i rappresentanti della commissione elettorale che spettano di diritto all'opposizione, ma l'Assemblea ha infine approvato tale legge il 30 luglio con 68 voti a favore. Il quesito formulato non menziona nello specifico il termine "Macedonia del Nord", ma soltanto i negoziati d'adesione all'UE e alla NATO. I cambiamenti previsti dall'accordo implicano di modificare alcuni passaggi della Costituzione; tali emendamenti necessiteranno di una maggioranza dei due terzi dell'Assemblea, in accordo con l'articolo 131 della costituzione.
Il 30 settembre 2018 il referendum per il nuovo nome del Paese (Macedonia del Nord), svoltosi così come stabilito dall'accordo con la Grecia, è fallito. L'affluenza alle urne non ha raggiunto il quorum del 50% più uno, fermandosi al 36,87%. 
La maggior parte dei votanti, il 91,48%, era a favore del cambio del nome mentre solo il 5,64% ha espresso la sua contrarietà alla modifica.
Dopo l'esito incerto della consultazione, con la prevalenza netta dei voti a favore, ma senza il raggiungimento del quorum dei votanti, le posizioni dei leader politici macedoni si sono nuovamente contrapposte. Da una parte il primo ministro Zoran Zaev e i partiti della sua maggioranza parlamentare hanno sostenuto la necessità di continuare con l'iter parlamentare per l'implementazione delle riforme costituzionali previste dall'accordo; in caso di una loro mancata approvazione, dal momento che la coalizione di governo non ha il controllo dei 2/3 dei seggi del parlamento macedone, maggioranza qualificata necessaria per gli emendamenti costituzionali, Zaev ha dichiarato che avrebbe portato il paese ad elezioni anticipate. Anche le autorità internazionali, già favorevoli alla soluzione della controversia con la Grecia, hanno appoggiato il governo nella sua linea di continuare il percorso parlamentare d'implementazione dell'accordo di Prespa.
Al contrario, il leader del partito VMRO-DPMNE Hristijan Mickoski ha sostenuto che i cittadini si fossero espressi boicottando il referendum e ha chiesto le dimissioni di Zaev e del suo governo.
La discussione parlamentare per l'avvio delle riforme costituzionali è cominciata lunedì 15 ottobre 2018 e ha visto il primo voto favorevole all'attivazione del processo il successivo venerdì 19 ottobre; il voto positivo dei 2/3 dei membri dell'assemblea (80 su 120) è stato ottenuto grazie al sì di 8 parlamentari dell'opposizione che sono stati espulsi dal partito VMRO-DPMNE, ma hanno ricevuto il plauso del primo ministro Zaev e di alcuni politici stranieri, come Alexīs Tsipras, Donald Tusk e Jens Stoltenberg. Il percorso di presentazione e approvazione degli emendamenti costituzionali è stato completato l'11 gennaio 2019, con l'approvazione da parte di 81 dei 120 membri della Sobranie delle quattro leggi di modifica costituzionale che permetteranno il cambio del nome, una volta che anche la Grecia abbia ratificato l'accordo. Oltre al cambio del nome, gli emendamenti prevedono l'inclusione nel preambolo della Costituzione degli accordi di Ohrid, la dichiarazione del rispetto dell'integrità territoriale dei paesi confinanti e una nuova formulazione dell'articolo sulla tutela dei macedoni all'estero e della cultura macedone, che specifica che lo stato macedone non intende interferire con la sovranità e la politica interna degli altri stati. Il risultato del voto macedone ha suscitato il plauso della comunità internazionale, mentre ha confermato la netta polarizzazione in atto nella politica macedone, nell'attesa dell'approvazione dell'accordo anche da parte della controparte greca.
Da questo punto di vista il governo greco ha superato la crisi nata dalle dimissioni del ministro della difesa Pános Kamménos, leader del partito nazionalista ANEL e forte oppositore dell'accordo sul nome della Macedonia, presentate il 13 gennaio 2019: nella serata del 16 gennaio, infatti, il governo guidato da Tsipras ha ottenuto la fiducia del Parlamento ellenico con la maggioranza minima di 151 voti su 300. Dopo 38 ore di discussioni e nonostante le molte manifestazioni di oppositori all'accordo ad Atene e in tutta la Grecia, nel primo pomeriggio di venerdì 25 gennaio il Parlamento ellenico ha approvato con una stretta maggioranza (153 favorevoli, 146 contrari) l'accordo di Prespa. Ciò ha suscitato il plauso del governo macedone e dei principali osservatori internazionali, a partire da Unione europea, NATO e Stati Uniti; al contrario, molte voci contrarie si sono levate tra i partiti d'opposizione greci (in particolare da parte del leader di Nuova Democrazia, Kyriakos Mītsotakīs), che hanno minacciato di continuare ad impedire l'accesso della Macedonia del Nord nell'Unione Europea se dovessero ottenere la maggioranza nelle successive elezioni politiche. Perché il cambiamento di nome abbia effetto, l'accordo prevede che la Grecia debba approvare anche l'adesione della Macedonia del Nord alla NATO (il cui protocollo è stato firmato a Bruxelles il 6 febbraio 2019) e che il governo macedone informi gli stati con cui intrattiene relazioni diplomatiche e le organizzazioni internazionali dell'avvenuta modifica del nome. L'8 febbraio 2019 il parlamento greco ha ratificato il protocollo sull'adesione della Macedonia del Nord alla NATO, completando così tutte le clausole previste per l'entrata in vigore dell'accordo sul nome; il giorno seguente è stato emesso un comunicato del ministero degli affari esteri macedone che indicava che a breve il governo avrebbe stabilito la data di entrata in vigore delle modifiche costituzionali.
Il 12 febbraio 2019 il governo della Repubblica di Macedonia del Nord ha annunciato l'entrata in vigore dell'accordo e degli emendamenti costituzionali che hanno così effettivamente attuato il cambio di nome dello stato, chiudendo la controversia con la Grecia. Il giorno seguente il governo ha anche comunicato i passi successivi relativi a tutti i cambiamenti che le istituzioni macedoni dovranno operare a seguito dell'avvenuto cambiamento del nome per rispettare appieno gli accordi. Il 14 febbraio, infine, il Ministero degli affari esteri della Repubblica della Macedonia del Nord ha dichiarato di aver inviato tre note verbali all'ufficio del protocollo dell'Organizzazione delle Nazioni Unite, a tutti gli stati membri e osservatori dell'ONU e a tutte le organizzazioni internazionali per comunicare l'avvenuto cambiamento del nome.